# Литягин Андрій Валентинович
Андрій Валентинович Литягин (рос. Андрей Валентинович Литягин; нар. 20 вересня 1962, Москва, СРСР) — радянський і російський композитор, музичний продюсер, що працює в естрадному жанрі, а також в стилі євродиско. Засновник гурту «Міраж».

## Біографія
У 1979 році закінчив англійську спецшколу.
У 1985 році закінчив із червоним дипломом Московський авіаційний інститут за фахом інженер-математик. У студентські роки, в 1985 році, разом із гітаристом Сергієм Прокловим і вокалістами Маргаритою Суханкіною і Михайлом Кірсановим створює проєкт «Зона активності», який не отримав подальшого розвитку.
У 1986 році Литягин і Валерій Соколов створюють гурт «Міраж». Згодом з ініціативи Литягина з гурту виділяється проєкт «Маленький принц». Сформований в 1988—1989 роках творчий союз Литягина з гітаристом Олексієм Горбашовим дозволив у співпраці з ним створити музичний матеріал для другого альбому гурту «Міраж» і альбому гурту «Маленький принц».
Нині Андрій Литягин продовжує співпрацю з гуртом «Міраж» із солісткою Катериною Болдишевою і гітаристом Олексієм Горбашовим, займається благодійністю, має безліч нагород, грамот і подяк.
15 жовтня 2020 року Арбітражний суд Волгоградської області виніс рішення за позовом Андрія Литягина до організатора концерту Суханкіної про виплату компенсації за незаконне використання творів з репертуару гурту Міраж. Суд визнав, що концерт Суханкіної не є театралізованою виставою, як це було заявлено в афіші, і організатор повинен був отримати в авторів згоду на використання творів. За словами Андрія Литягина, це рішення «ставить жирну крапку в нескінченних спекуляціях на тему, що у Маргарити Суханкіної є повне право, і вона може співати пісні гурту Міраж.» Андрій Литягин оцінив у 20 мільйонів рублів суму компенсації, яку йому повинна виплатити Суханкіна за незаконне використання його творів. Він в черговий раз застеріг всіх замовників концертів за участю колишніх солісток про кримінальну відповідальність за незаконне використання його творів.

## Дискографія
- Зірки нас чекають (Міраж, 1987)
- Знову разом (Міраж, 1989)
- Ми зустрінемося знову (Маленький принц, 1989)
- Не в перший раз (Міраж, 1992 — не видано, перевиданий у 2008 році)
- Dance remix (Міраж, 1997, альбом реміксів)
- Версія 2000 (Міраж, 1999, альбом реміксів)
- Назад в майбутнє (Міраж, 2001, альбом реміксів)
- Кинь (Міраж, 2003 альбом реміксів)
- Старе по-новому (Міраж Junior, 2004)
- Тисяча зірок (Міраж, 2009)
- Відпусти мене (Міраж, 2013, альбом реміксів)